# Trichostigmus mindorensis
Trichostigmus mindorensis is een keversoort uit de familie Passalidae. De wetenschappelijke naam van de soort is voor het eerst geldig gepubliceerd in 1992 door Boucher.